# バランス (ヴァン・ヘイレンのアルバム)
バランス（Balance）は、ヴァン・ヘイレンが1995年に発表したアルバム。スタジオ・アルバムとしては10作目で、サミー・ヘイガー在籍時としては最後のオリジナル・アルバム。

## 解説
ボン・ジョヴィ等との仕事で知られるブルース・フェアバーンをプロデューサーに起用。ジャケット・デザインはグレン・ウェクスラーが担当し、合成写真による結合双生児を使用。人間心理の二面性を表現した作品で、ウェクスラーはモデルの少年に、『ライオン・キング』のシンバのように吼えるよう指示したという。日本盤では、静かな表情の少年だけが写ったデザインに差し替えられた。
収録曲のうち3曲はインストゥルメンタル。「ストラング・アウト」はピアノ中心、「ドゥーイン・タイム」はドラムス中心の演奏で、「バルチテリウム」は、エドワード・ヴァン・ヘイレンのギターを前面に出した、バンド編成での演奏。
アルバムはBillboard 200で1位を獲得。イギリスでは8位に達し、ヴァン・ヘイレンのアルバムとしては初の全英トップ10入りを果たした。第1弾シングル「キャント・ストップ・ラヴィン・ユー」は全米30位に達した。

## 収録曲
全曲メンバー4人の共作。13.は日本盤ボーナス・トラック。
1. セヴンス・シール - "The Seventh Seal" - 5:18
2. キャント・ストップ・ラヴィン・ユー - "Can't Stop Lovin' You" - 4:07
3. ドント・テル・ミー - "Don't Tell Me (What Love Can Do)" - 5:56
4. アムステルダム - "Amsterdam" - 4:45
5. ビッグ・ファット・マネー - "Big Fat Money" - 3:57
6. ストラング・アウト - "Strung Out" - 1:29
7. ノット・イナフ - "Not Enough" - 5:13
8. アフターショック - "Aftershock" - 5:29
9. ドゥーイン・タイム - "Doin' Time" - 1:41
10. バルチテリウム - "Baluchitherium" - 4:05
11. テイク・ミー・バック (DEJA:VU) - "Take Me Back (Deja Vu)" - 4:43
12. フィーリン - "Feelin'" - 6:36
13. クロッシング・オーヴァー - "Crossing Over" - 5:04

日本未発売のアナログレコード盤は曲数・曲順がCDと異なる。

2023年リマスター盤の曲数・曲順はアナログ盤に準じる。
1. The Seventh Seal
2. Can't Stop Lovin' You
3. Don't Tell Me (What Love Can Do)
4. Amsterdam
5. Big Fat Money
6. Doin' Time
7. Aftershock
8. Strung Out
9. Not Enough
10. Take Me Back (Deja Vu)
11. Feelin'

## 参加ミュージシャン
- サミー・ヘイガー - ボーカル
- エドワード・ヴァン・ヘイレン - ギター、キーボード、バッキング・ボーカル
- マイケル・アンソニー - ベース、バッキング・ボーカル
- アレックス・ヴァン・ヘイレン - ドラムス、パーカッション

ゲスト・ミュージシャン
- スティーヴ・ルカサー - バッキング・ボーカル(on 7.)[5]